# Wilhelm Ohlenbusch
Wilhelm Ohlenbusch (* 28. Dezember 1899 in Oldenburg; † 4. April 1997 in Oldenburg) war ein deutscher Nationalsozialist.

## Leben
Ohlenbusch besuchte die Volksschule und danach die Mittelschule. Ab Oktober 1917 nahm Ohlenbusch als Matrose der Kaiserlichen Marine am Ersten Weltkrieg teil. Im Januar 1919 wurde er aus der Marine entlassen. Nach seinem Militärdienst arbeitete er zunächst fünf Jahre lang als Volksschullehrer und studierte danach sieben Semester Ökonomie an den Universitäten Hamburg und Frankfurt am Main. Die Universität verließ er ohne Abschluss und war danach als kaufmännischer Angestellter in Hamburg tätig.
Zum 1. November 1930 trat Ohlenbusch der NSDAP bei (Mitgliedsnummer 349.049). Zudem wurde er auch Mitglied der SA und stieg dort im April 1944 bis zum Sturmbannführer auf. Für die NSDAP betätigte er sich ab 1930 als Sektionsleiter in Eversten und war von 1931 bis zur Machtübernahme der Nationalsozialisten 1933 als Kreispropagandaleiter und Kreisleiter tätig. Ohlenbusch bewarb sich beim Ministerium für Volksaufklärung und Propaganda (RMVP) um eine Beschäftigung bei der Landesstelle Hamburg des RMVP und wurde dort als Pressereferent angenommen. Ab 1934 war er in der Presseabteilung des RMVP in Berlin tätig. Im April 1939 wurde dort zum Regierungsrat befördert.
Nach Ausbruch des Zweiten Weltkrieges wurde Ohlenbusch im September 1939 ins Generalgouvernement (GG) versetzt. Dort leitete er zunächst die Außenstelle Warschau des Hauptamtes „Volksaufklärung und Propaganda“ in Krakau. Mitte Januar 1941 wurde Ohlenbusch Stellvertreter des Leiters des Hauptamtes „Volksaufklärung und Propaganda“ im GG Erich Schmidt. Ohlenbusch folgte im Frühjahr 1941 seinem Vorgänger Schmidt im Amt nach und führte ab dem 27. November 1943 den Titel Präsident der Hauptabteilung Propaganda. Ohlenbusch, der diese Funktion als letzter Amtsinhaber bis Januar 1945 bekleidete, wurde 1943 noch zum Oberregierungsrat ernannt.